# Kayalpattinam
Kayalpattinam är en ort i Indien.   Den ligger i distriktet Thoothukkudi och delstaten Tamil Nadu, i den södra delen av landet, 2 200 km söder om huvudstaden New Delhi. Kayalpattinam ligger 4 meter över havet och antalet invånare är 36 175.
Terrängen runt Kayalpattinam är mycket platt. Havet är nära Kayalpattinam åt nordost.  Kayalpattinam är det största samhället i trakten. Omgivningarna runt Kayalpattinam är en mosaik av jordbruksmark och naturlig växtlighet.